# Trichocerca caspica
Trichocerca caspica is een raderdiertjessoort uit de familie Trichocercidae. De wetenschappelijke naam van deze soort is voor het eerst geldig gepubliceerd in 1921 door Tschugunoff.